# Riacho das Almas
Riacho das Almas is een gemeente in de Braziliaanse deelstaat Pernambuco. De gemeente telt 18.930 inwoners (schatting 2009).
De gemeente grenst aan Surubim, Frei Miguelinho, Cumaru, Bezerros en Caruaru.